# Hibači

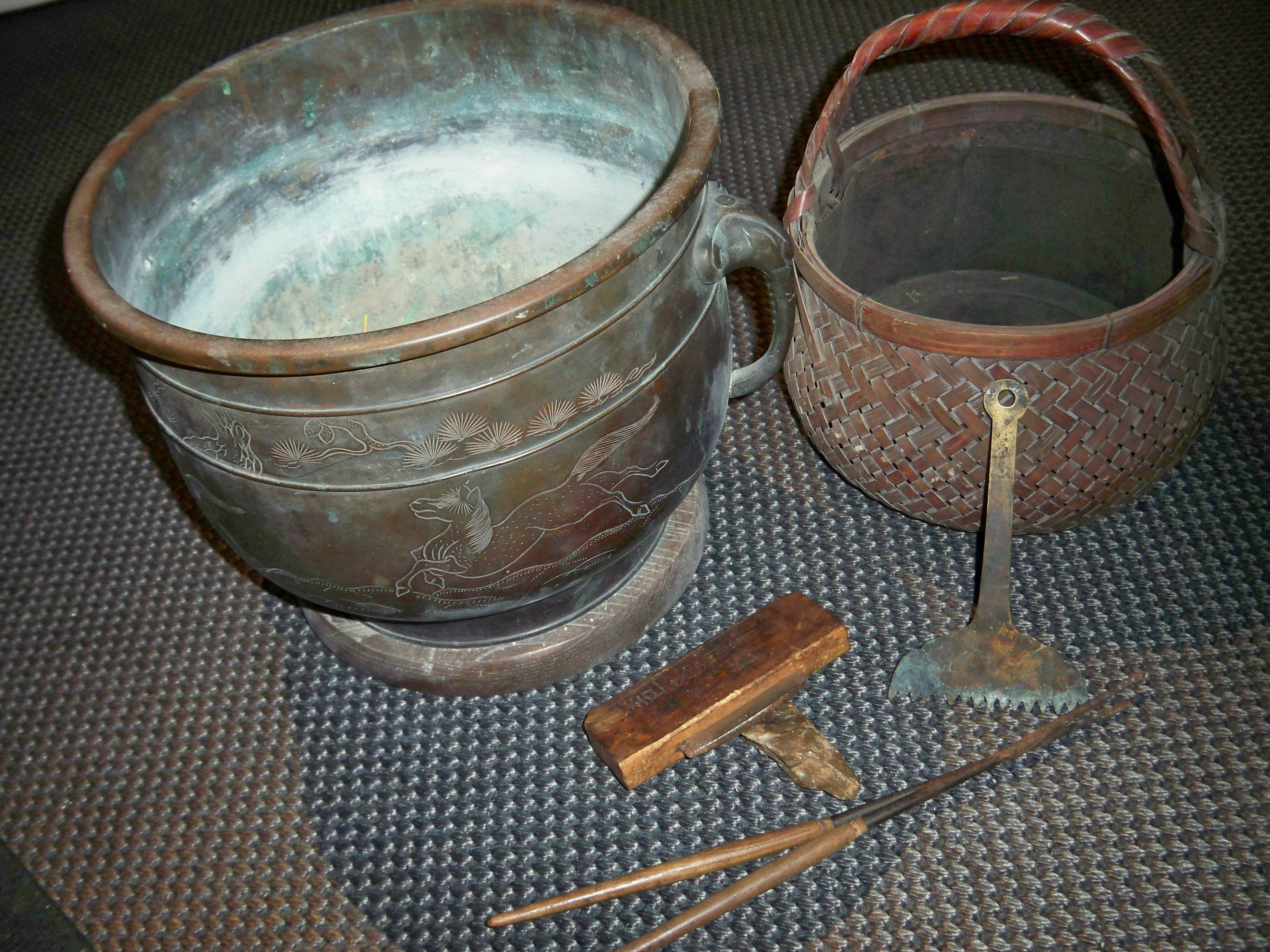
Bronzové hibači

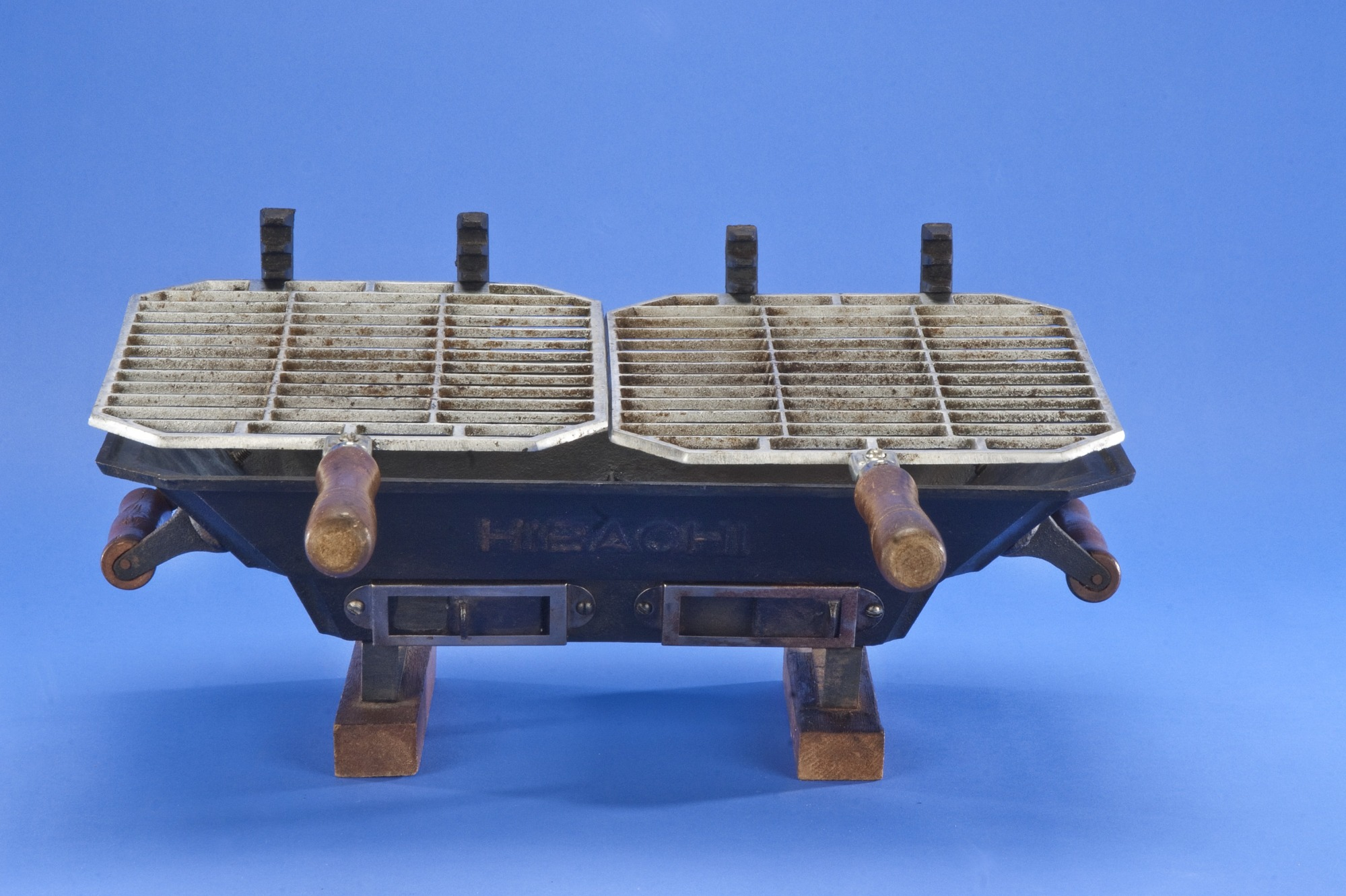
Severoamerický "Hibachi" gril

Hibači (jap. 火鉢) je druh přenosného ohniště resp. ohřívadla japonského původu, zpravidla v podobě nádoby. Nádoba může být z kovu (bronz, železo), porcelánu, kameniny, ale i dřeva v kombinaci s některým z dříve uvedených nehořlavých materiálů.
Hibači větších rozměrů slouží jako kamna. Menší forma, též zvaná tabako-bon, slouží kuřákům a je obvykle dřevěná.
V severní Americe se jako „Hibachi“ nazývá také malý gril na dřevěné uhlí, který se ale v Japonsku jmenuje šičirin.